# جتشمیرووو
جتشمیرووو (به لهستانی:  Dziećmierowo) یک روستا در لهستان است که در گمینا کورنگک واقع شده‌است. جتشمیرووو ۴۸۰ نفر جمعیت دارد و ۸۰ متر بالاتر از سطح دریا واقع شده‌است.